# Montesilvano
Montesilvano là một thành phố thuộc tỉnh Pescara trong vùng Abruzzo của Ý. Ý. Đô thị này có diện tích 23 km², dân số thời điểm 31 tháng 12 năm 2004 là 2136 người. Các làng trực thuộc:. Các đô thị giáp ranh gồm: Cappelle sul Tavo, Città Sant'Angelo, Pescara, Spoltore.